# De triplici regione claustralium
De triplici regione claustralium (Übersetzung Von den drei Regionen der Klausur; Volltitel De triplici regione claustralium et spirituali exercitio monachorum) ist ein 1497 handschriftlich vollendetes Werk des Theologen und Schriftstellers Johannes Trithemius. Der in drei Bände aufgeteilte Text bildet eine praktische Handreichung für Novizen im Kloster. Es wurde 1498 in großer Auflage für die Klöster der Bursfelder Union gedruckt und entwickelte sich zum meistrezipierten Werk des Trithemius.

## Geschichte
Das Werk „De triplici regione claustralium“ geht eigentlich auf eine frühere Zusammenstellung der geistlichen Überzeugungen der Bursfelder Union zurück, die bereits vom Bursfelder Abt Theoderich von Homborch vorgenommen worden war. In ihrem Generalkapitel, das vom 1. bis zum 3. September 1493 in der Abtei St. Martin in Köln stattfand, beschlossen die versammelten Äbte, diese Grundlagen neu zu fassen. Hierzu verpflichtete man Abt Johannes von Bursfelde. Als Unterstützer wurde ihm der Abt Johannes Trithemius zur Seite gestellt. Die Arbeit an diesem Werk nahm etwa zwei Jahre in Anspruch. Im Jahr 1495 präsentierte man dem Generalkapitel einen Entwurf, der unter dem Namen „Tractatus exercitii spiritualis de tribus mansionibus monachorum“ kursierte. Trithemius arbeitete allerdings weiter an seiner eigenen Version.
Erst 1497 legte Johannes Trithemius den versammelten Äbten diese Version unter dem Titel „De triplici regione claustralium“. Er stellte der Arbeit einen Brief an das Kapitel voran, in dem er betonte, dass er sich im Auftrag des Abtes Johannes des Werkes angenommen habe und es nochmals stilistisch überarbeitet habe. Dabei stand im Vordergrund, die veraltete Sprache der Scholastik an den zeitgenössischen Sprachgebrauch anzupassen. Die Folge war, dass ein vollständig neues Werk entstanden war. Das Generalkapitel unterstützte das Vorhaben des Trithemius und verfügte, dass es in einer Auflage von 1000 Exemplaren unter den Klöstern der Union verteilt werden sollte. Trithemius verpflichtete für den Druck seine „Hausdruckerei“ Peter Friedberg in Mainz. Hier entstand am 8. August 1498 der erste Druck des Werks. Das Generalkapitel hatte festgelegt, dass jeweils zehn Exemplare für den Preis von einem Gulden vertrieben werden sollten.

## Inhalt
Johannes Trithemius gab im Text über die drei Regionen der Klausur jedem Novizen eine Handreichung für das Leben hinter Klostermauern. Dabei umfasste der Text drei große Bereiche, die zugleich drei Schwierigkeitsgraden entsprachen und in jeweils einem Band des auf drei Bände angelegten Textes abgehandelt wurden. So sollte gewährleistet sein, dass Anfänger, Fortgeschrittene und vollkommene Mönche den Text rezipieren konnten. Den ersten Bereich vergleicht der Autor mit der Hölle, er schildert den Verfall der Disziplin, wobei er auch immer wieder Vergleiche mit zeitgenössischen Vorstellungen von Tieren mit in die Beschreibung aufnahm. Der zweite Teil entspricht dem Fegefeuer. Er ist dem mönchischen Mühen um Aszese gewidmet, der der Rationalität entspricht. Die dritte Region vergleicht Trithemius mit dem Himmel. Sie wird von Mönchen rezipiert, die höchste Seelenruhe und völlige Lösung von der Welt erfahren wollen. 
Nach einer theoretischen Übersicht folgt im zweiten Teil die Anleitung zur geistlichen Übung, die täglich erfolgen soll. Dabei legt Trithemius einen Fokus auf Betrachtungen und Gebete, die in den von durch die Offizien bestimmten Tagesablauf der Mönche einzupassen sind. Der dritte Teil enthält dann die für die wenig erfahrenen Mönche benötigten Einstiegsmaterialien. So sind im „Compendium spritualis exercitii“ (lat. Zusammenstellung geistlicher Übungen) vor allem Zusammenfassungen von kurzen Gebeten zu finden. Diese sind noch besser mit den Tagesabläufen der Konventsmitglieder in Einklang zu bringen. Als offizieller Text der Bursfelder Kongregation bestimmte das Generalkapitel, dass kein Novize ohne die Kenntnis des Werks zur Profess zugelassen werden konnte.

## Exemplare
Das Werk „De triplici regione claustralium“ hat sich aufgrund der reichen Rezeption in einer Vielzahl von Handschriften erhalten. Diese sind in verschiedenen Bibliotheken und Archiven über ganz Europa verteilt, wobei ein Schwerpunkt auf Abschriften in nördlichen Gebieten liegt. Zwei Handschriften gelangten aus dem Kloster Cismar an die Kongelige Bibliotek in Kopenhagen. Aus der Abtei St. Emmeram in Regensburg stammt die heute in der Bayerischen Staatsbibliothek in München aufbewahrte Handschrift. Besonders viele Handschriften haben sich in der Bibliothèque royale in Brüssel erhalten, zwei der drei Texte kamen aus dem Kloster St. Trond hierher. Daneben sind weitere Versionen in der Bibliotheek der Universiteit von Utrecht, im Mainzer Stadtarchiv, in der Bischöflichen Akademischen Bibliothek in Paderborn und der Staatsbibliothek zu Berlin zu finden. Ein Exemplar, das ursprünglich in der Universitätsbibliothek Münster aufbewahrt worden war, verbrannte im Zweiten Weltkrieg.
Die Druckwerke des Textes haben sich ebenfalls in großer Zahl erhalten. Erstmals wurde das Werk im Jahr 1498 bei Peter Friedberg in Mainz gedruckt. Neun Jahre später, 1507, erhielt es eine zweite Auflage, die insbesondere für französische Klöster geschaffen wurde und in einer Pariser Offizin hergestellt wurde. Danach dauerte es bis in die Mitte des 17. Jahrhunderts, bis das „De triplici regione claustralium“ 1649 neuerlich abgedruckt wurde, diesmal zeichnete eine Kölner Druckerei dafür verantwortlich. Im Jahr 1731 folgte ein Nachdruck in einer Bonner Druckerei. Es ist umstritten, ob eine Bamberger Druckwerkstatt das Buch 1739 ebenfalls druckte. Die weiteste Verbreitung fand der Text durch den theologischen Schriftsteller Johannes Busaeus, der ihn in seiner Zusammenstellung der „Opera spiritualia“ abdruckte.